# My Mind & Me
My Mind & Me è un singolo della cantante statunitense Selena Gomez, pubblicato il 3 novembre 2022.

## Pubblicazione
Il brano compare nel trailer dell'omonimo documentario Selena Gomez: My Mind & Me, pubblicato il 10 ottobre 2022. Il 24 ottobre la cantante ha annunciato sui suoi social la pubblicazione del brano fissata per il 3 novembre, un giorno prima dell'uscita del documentario.

## Descrizione
My Mind & Me è un brano pop e adult contemporary composto in chiave di La maggiore con un tempo di 144 battiti per minuto. È stato scritto dalla stessa cantante con la collaborazione di Amy Allen, Jon Bellion, Jordan K. Johnson, Michael Pollack e Stefan Johnson, ed è stato prodotto dal team The Monsters and The Strangerz.
Il brano descrive il suo percorso verso la salute mentale, parlando dei problemi che l'hanno coinvolta per anni e che vengono affrontati anche nel documentario.

## Video musicale
Un lyric video, illustrato e animato da Elizabeth Laferrière interamente su iPad Pro, è stato pubblicato insieme alla canzone il 3 novembre 2022 sul canale YouTube della cantante.

## Tracce
Testi e musiche di Selena Gomez, Amy Allen, Jon Bellion, Jordan K. Johnson, Michael Pollack, Stefan Johnson.
1. My Mind & Me – 2:27

## Riconoscimenti
- 2022 - Hollywood Music in Media Awards[6]
  - Candidatura per la migliore canzone per un documentario
- 2022 - Variety Hitmakers[7]
  - Colonna sonora dell'anno

## Classifiche
| Classifica (2022) | Posizione massima |
| ----------------- | ----------------- |
| Canada            | 63                |
| Grecia            | 81                |
| Irlanda           | 50                |
| Portogallo        | 108               |
| Regno Unito       | 78                |
| Stati Uniti       | 83                |
| Svezia            | 76                |
| Svizzera          | 61                |